# Луций Сергий Катилина
Луций Сергий Катилина (на латински: Lucius Sergius Catilina) е един от съратниците на Луций Корнелий Сула. Известен е с т.нар. заговор на Катилина.

## Биография
Катилина е роден около 109 пр.н.е. в патрицианското семейство Сергии. След като разпилява богатствата, събрани при проскрипциите на Сула, Катилина се домогва до консулски пост, за да оправи финансовото си състояние чрез последващо назначение в провинциите. През 64 пр.н.е. се кандидатира за консул, но били избрани Марк Тулий Цицерон и Гай Антоний, който бил привърженик на Катилина и когото Цицерон се постарал да привлече на своя страна. Раздразнен от неуспеха Катилина решава да организира заговор. С цел да привлече повече поддръжници Катилина обещава, че като стане консул ще отмени дълговете. По това време длъжници в Древен Рим били както сред едрите, така и сред дребните земевладелци. Катилина бил подкрепен и от разорените ветерани на Сула, които искали чрез него да прокарат втори, подобни на тези на Сула, проскрипции.
Заговорниците решават да убият по време на комиция Цицерон. Чрез любовница на един от заговорниците този план стига до ушите на Цицерон и на 21 октомври Сената дава на консула охрана. На 28 октомври, в деня на изборите, Цицерон се явява на Марсово поле с охрана и така планът на Катилина пропада.
Замисленото за 7 ноември убийство на Цицерон отново не успява и Цицерон произнася своята първа знаменита реч, в която обвинява Катилина в заговор. След като се проваля на изборите за консул, Катилина бяга в Етрурия, където се провъзгласява за консул, след което Цицерон произнася своята втора реч, а Сената обявява Катилина и Гай Манлий за врагове на държавата.
В Етрурия поддръжници на Катилина събират почти 2 легиона войска, която била съставена предимно от бивши ветерани на Сула. Срещу нея е изпратена армия, която в битката при Пистория през 62 пр.н.е. разбива армията на Катилина. Той самия загива в боя.
Заговорът на Катилина е резултат от политическата криза в Римската република.